# Tephrosia elegans
Tephrosia elegans là một loài thực vật có hoa trong họ Đậu. Loài này được Schum. miêu tả khoa học đầu tiên.